# Rephlex Records
Rephlex Records fue un sello discográfico creado en 1991 por el músico Richard D. James (alias Aphex Twin) y por Grant Wilson-Claridge. Desde entonces, y a través del catálogo publicado y los artistas que ha acogido, se ha convertido en uno de los mayores referentes dentro de la música electrónica y de la IDM en especial.
El 13 de enero de 2015, Richard anunció el final de Rephlex Records, esto fue debido a que tomó la decisión de dar progreso hacia su carrera como Aphex Twin, y el cerrar su sello discográfico sería parte del procedimiento.
Entre los artistas que han publicado en el sello se encuentran Mike Dred, precursor del acid techno, Mike Paradinas, fundador de Planet Mu, el pionero electro Ed Upton, el polifacético productor Luke Vibert,  uno de los pilares del drill and bass, Squarepusher, o uno de los mejores exponentes de la IDM , Reid W. Dunn A.K.A.Wisp.

## Artistas
- Aleksi Perälä
- AFX
- Pierre Bastien
- Bochum Welt
- Bodenstandig 2000
- Bogdan Raczynski
- Boom Blaster
- Brian Dougans (como Humanoid) de FSOL
- The Bug
- Ceephax Acid Crew
- Cylob
- D'Arcangelo
- Technos
- DJ Rephlex Records (Grant Wilson-Claridge)
- DJ Scud
- DMX Krew
- Drexciya
- Ensemble
- Gentle People
- Global Goon
- Peter Green
- hecker
- JP Buckle
- J.K
- Kiyoshi Izumi
- Kosmik Kommando
- Leila
- Lektrogirl
- The Lisa Carbon Trio
- Luke Vibert
- Ono
- PP Roy
- The Railway Raver
- Sam and Valley
- Seefeel
- Slipper
- Soundmurderer & SK-1
- Squarepusher
- Steinvord
- Synectics
- The Tuss
- Urban Tribe
- Universal Indicator
- Victor Gama
- Voafose
- Wisp
- Vulva
- Yee-King